# Nemesia dorthesi
Espèce
Synonymes
- Nemesia ariasi Simon, 1914

Nemesia dorthesi est une espèce d'araignées mygalomorphes de la famille des Nemesiidae.

## Distribution
Cette espèce se rencontre en Espagne, au Maroc et en Algérie.

## Description
Le mâle holotype mesure 9,75 mm.
Le mâle décrit par Zonstein en 2019 mesure 13,55 mm et la femelle 15,30 mm.

## Publication originale
- Thorell, 1875 : Diagnoses Aranearum Europaearum aliquot novarum. Tijdschrift voor Entomologie, vol. 18, p. 81-108 (texte intégral).